# Hotel De Bilderberg
Bilderberg Hotel je ubytovací zařízení v nizozemském městě Oosterbeek, kde se roku 1954 uskutečnilo první setkání skupiny vlivných světových politiků, bankéřů a jiných významných osob, které bylo podle místa prvního setkání nazváno právě Bilderberg.